# Johann Philipp Breyne
Johann Philipp Breyne (* 9. August 1680 in Danzig, Polen-Litauen; † 12. Dezember 1764 ebenda) war ein Danziger Kaufmann, Botaniker und Zoologe.

## Leben und Wirken
Breyne ist ein Sohn von Jakob Breyne und dessen Frau Sarah Rogge. Er studierte an der Universität Leiden, wo u. a. Govard Bidloo und Herman Boerhaave zu seinen Lehrern zählten. 1702 wurde er zum Doktor der Medizin promoviert.
Im August 1702 reiste er, mit Empfehlungsbriefen seiner Lehrer versehen, zu einem neunmonatigen Studienaufenthalt nach England. Dort wurde er zunächst von James Petiver empfangen und lernte bald mit Hans Sloane und John Ray weitere Mitglieder der Royal Society kennen. Im Oktober 1703 kam Breyne an Bord einer englischen Fregatte in Italien an. In Padua besuchte er Antonio Vallisneri. Über Bologna kam er nach Ancona, wo er an der Adriaküste Seetiere sammelte. Über Österreich, Böhmen, Deutschland und schließlich Holland kehrte er Ende 1704 nach Danzig zurück. Dort praktizierte er zunächst als Arzt. 
Breyne heiratet kurze Zeit später Constantia Ludewig (1687–1742). Aus der Ehe gingen zwei Söhne und sechs Töchter hervor, darunter Constantia Philippina (1708–1764), Anna Renata (1713–1759) und Johanna Henrietta (1714–1797).
In seinem Haus in der Danziger Langgasse, das sich in unmittelbarer Nachbarschaft von Jacob Theodor Klein befand, baute er durch Tausch mit anderen Wissenschaftlern eine umfangreiche Naturaliensammlung auf. In seinem Garten pflegte er die verschiedensten exotischen Pflanzen. Sein Garten wurde 1716 von Zar Peter I. und dessen Leibarzt Robert Erskine besucht. Da Breyne wohlhabend war, konnte er sich schließlich ganz der Naturwissenschaft zuwenden.
1705 publizierte Breyne einen kurzen Beitrag in den Philosophical Transactions über die Schildlaus Porphyrophora polonica, die er an der spanischen Küste bei Valencia beobachtet hatte. 1731 widmet er dem kleinen Tier eine umfangreiche Publikation. 1725 berichtete er über ein in Bernstein eingeschlossenes Pflanzenblatt. 1737 veröffentlichte er eine Arbeit über in Sibirien ausgegrabene Mammutknochen.
1739 gab Breyne das um 30 Kupferstiche bereicherte Werk seines Vaters Prodromi fasciculi rariorum plantarum neu heraus.
Der Nachlass der Familie Breyne befindet sich in der Forschungsbibliothek Gotha.

## Ehrungen
Auf Vorschlag von Hans Sloane wurde er am 21. April 1703 zum Mitglied der Royal Society gewählt. Er war Mitglied der Leopoldina (seit 1715), der Académie des sciences (seit 1715) und der Societas Litteraria (seit 1720, Mitbegründer) einem Vorläufer der Naturforschenden Gesellschaft in Danzig.
Die Gattung Breynia J.R.Forst. & G.Forst. (1776, nom. cons.) der Familie Phyllanthaceae wurde ihm und seinem Vater zu Ehren benannt.

## Schriften (Auswahl)
Bücher
- Dissertatio meddica de Galactosi, seu secretione lactis. Leiden 1699 (Digitalisat) – Dissertation unter Frederik Dekkers.
- Botanico-medica de radice gin-sem, seu nisi, et chrysanthemo bidente Zeylanico acmella dictlo. Leiden 1700 (Digitalisat, Digitalisat) – Dissertation unter Frederik Dekkers.
- Dissertatio medica inauguralis de fungis officinalibus et eorum usu in medicina. Leiden 1702 (Digitalisat) – Doktorarbeit unter Philipp Reinhard Vitriarius.
- Historia naturalis Cocci Radicum Tinctorii, quod Polonicum vulgo audit […]. Danzig 1731 (Digitalisat, Digitalisat, Digitalisat).

Philosophical Transactions
- De plantis & insectis quibusdam rarioribus in Hispania observatis. In: Philosophical Transactions. Band 24, Nr. 301, 31. Juli 1705, S. 2045–2055 (doi:10.1098/rstl.1704.0085, JSTOR:103000).
- Epistola […] varias observationes continens, in Itinere per Italiam suscepto, Anno 1703. In: Philosophical Transactions. Band 27, Nr. 334, 30. Juli 1712, S. 447–459 (doi:10.1098/rstl.1710.0045, JSTOR:103146).
- Dissertatiuncula de agno vegetabili scythico, borametz vulgo dicto. In: Philosophical Transactions. Band 33, Nr. 390, 31. Oktober 1725, S. 353–360 (doi:10.1098/rstl.1724.0068, JSTOR:103799).
- Observatio de succinea gleba, plantae cujusdam folio impraegnata, rarissima. In: Philosophical Transactions. Band 34, Nr. 395, 31. Oktober 1726, S. 154–156 (doi:10.1098/rstl.1726.0028, JSTOR:103465).
- Some corrections and amendments […] concerning the generation of the insect called by him coccus radicum, in his natural history thereof, printed in the Year 1731 […]. In: Philosophical Transactions. Band 37, Nr. 426, 31. Dezember 1732, S. 444–447 (doi:10.1098/rstl.1731.0072, JSTOR:104124).
- A letter […] with observations, and a description of some mammoth's bones dug up in Siberia, proving them to have belonged to elephants. In: Philosophical Transactions. Band 40, Nr. 446, 31. Dezember 1737, S. 124–138 (doi:10.1098/rstl.1737.0026, JSTOR:103902).
- Observatio de immodico & funesto lapidum cancrorum, similiumque terrestrium absorbentium usu, indeque ortis calculis in ventriculo & renibus. In: Philosophical Transactions. Band 41, Nr. 459, 31. März 1741, S. 557–559 (doi:10.1098/rstl.1739.0089, JSTOR:104320).